# Macromotettix nigritubercula
Macromotettix nigritubercula är en insektsart som beskrevs av Zheng, Z. och G. Jiang 2006. Macromotettix nigritubercula ingår i släktet Macromotettix och familjen torngräshoppor. Inga underarter finns listade i Catalogue of Life.